# Мадог ап Рис
Мадог Рыжий (валл. Madog Goch; ок. 1225 — 1292) — сын Риса Виндода и его жены Гверфул верх Майлгун.

## Биография
В 1284 году умер Рис Виндод и его сын Мадог продолжил восстание на пару с Рисом ап Маредидом.
В январе 1288 года Рису и Мадогу удалось захватить Замок Эмлин. В 1291 году Рис и Мадог были схвачены и отосланы в Йорк. В день 2 июня 1292 году оба были казнены.
Мадог был женат на Тангуистл верх Гронуи, которая была потомком Карадога, сына Иестина Морганнугского. От этого брака родился сын Трахайрн Рыжий.